# 豆腐百珍
『豆腐百珍』（とうふひゃくちん）は、天明2年（1782年）5月に出版された料理本。100種の豆腐料理の調理方法を解説している。当時の出版本としては大ヒットとなった。
醒狂道人何必醇（せいきょうどうじん かひつじゅん）の号で著されているが、料理人の著作ではなく文人が趣味で記したものとされている。その正体は大坂で活躍した篆刻家の曽谷学川だと考える説もある。版元は大坂の春星堂・藤原善七郎（藤屋善七）。

## 概要
豆腐百珍では、豆腐料理を以下の6段階に分類・評価している。
- 尋常品：どこの家庭でも常に料理するもの。木の芽田楽、飛竜頭など26品。
- 通品：調理法が容易かつ一般に知られているもの。料理法は書くまでもないとして、品名だけが列挙されている。やっこ豆腐、焼き豆腐など10品。
- 佳品：風味が尋常品にやや優れ、見た目の形のきれいな料理の類。なじみ豆腐、今出川豆腐など20品。
- 奇品：ひときわ変わったもので、人の意表をついた料理。蜆もどき、玲瓏豆腐など19品。
- 妙品：少し奇品に優るもの。形、味ともに備わったもの。光悦豆腐、阿漕豆腐など18品。
- 絶品：さらに妙品に優るもの。ただ珍しさ、盛りつけのきれいさにとらわれることなく、ひたすら豆腐の持ち味を知り得るもの。湯やっこ、鞍馬豆腐など7品。

国立国会図書館には1889年に大坂で発行された、近代仮名遣い『豆腐百珍』という書物が所蔵され、同・図書館「近代デジタルライブラリー」でデジタルスキャン画像を閲覧可能である。豆腐名の上に四角く囲んだ一、二、と番号を付けて百まで続くところなどは、元祖「豆腐百珍」と同じレイアウトだが、著者は淮南狂道人とあり、前述のような「豆腐格付け」はされていない。内容も、例えば元祖「豆腐百珍」では「叩き豆腐」の56番が「しき味噌豆腐」とあるなど差異が多い。そのため、元祖「豆腐百珍」出版から100年後の豆腐百珍を改めて紹介したものか、もしくは題名をヒット本にあやかったものと推測される。

## 現代語訳
- 『豆腐百珍 原本現代訳』福田浩訳、教育社新書、1988年。ISBN 978-4315506846。
- 新版『現代語訳 豆腐百珍』中公文庫、2024年。解説：松井今朝子。ISBN 978-4122075061

## 百珍物
この本が好評を博したため、翌年には『豆腐百珍続篇』、明治に入って『豆腐百珍餘録』などの続編が出版された。またこの本がきっかけとなって江戸や大坂では大根・鯛・甘藷・卵など「百珍物」と呼ばれる追随書が次々と出版され流行を巻き起こした。

## 現代版の豆腐百珍
日本最大の豆腐メーカーである相模屋食料が、現代版の豆腐百珍「とうふ百珍2011」を公開した。和食以外にも、中華やイタリアンの有名料理人が参加している。

## 参考図書
- 福田浩 解説、杉本伸子 解説、松藤庄平 撮影『豆腐百珍』新潮社〈とんぼの本〉、新版 2008年。ISBN 410-602167-6。 旧版：1998年
- 水田紀久『日本篆刻史論考』青裳堂書店〈日本書誌学体系43〉、1985年。
- 仲田雅博『新・からだ思いの「豆腐百珍」-豆腐料理100+α』淡交社、2004年11月。ISBN 4473031993。 - 『豆腐百珍』を現代風にアレンジし、自作できるようレシピブック化した本。